# Río Arzoá
El río Arzoá es un río de la provincia de Orense, Galicia, España, en el noreste de la península ibérica.
Transcurre por los municipios de Villardevós y Riós, en la comarca de Verín. Nace en la parroquia de Castrelo de Cima, atraviesa las localidades de San Paio, A Silva, en la parroquia de Castrelo de Abaixo, y Arzoá, en la parroquia de Berrande antes de desembocar en el río Mente, en la frontera con Portugal.
- Datos: Q9071634